# Munai
Munai ist eine philippinische Stadtgemeinde in der Provinz Lanao del Norte. Sie hat 32.973 Einwohner (Zensus 1. August 2015).

## Baranggays
Munai ist politisch in 26 Baranggays unterteilt.
- Bacayawan
- Balabacun
- Balintad
- Kadayonan
- Dalama
- Lindongan
- Lingco-an
- Lininding
- Lumba-Bayabao
- Madaya
- Maganding
- Matampay
- Old Poblacion
- North Cadulawan
- Panggao
- Pantao
- Pantao-A-Munai
- Pantaon
- Pindolonan
- Punong
- Ramain
- Sandigamunai
- Tagoranao
- Tambo
- Tamparan (Mandaya)
- Taporog